# Fahd Lahmadi
Pour les articles homonymes, voir Ahmadi (homonymie).
Fahd Lahmadi (en arabe : فهد لحمادي) ou Fahd El Ahmadi (en arabe : فهد الاحمدي), né le 13 mars 1980, est un joueur de football marocain évoluant au poste de gardien de but au Hassania d'Agadir. Il entame en 2015-2016 sa 11e saison au Hassania d'Agadir.

## Carrière
- 2005 -  Hassania Agadir[1]

## Palmarès
Hassania Agadir :
- Coupe du Trône
  - Finaliste en 2006